# Peresypky
Peresypky (ukr. Пересипки) – wieś na Ukrainie, w obwodzie sumskim, w rejonie konotopskim, w hromadzie Putywl. W 2001 liczyła 92 mieszkańców, spośród których 75 wskazało jako ojczysty język ukraiński, a 17 rosyjski.